# Haliplus subguttatus
Haliplus subguttatus är en skalbaggsart som beskrevs av Roberts 1913. Haliplus subguttatus ingår i släktet Haliplus och familjen vattentrampare. Inga underarter finns listade i Catalogue of Life.